# Macrocentrus gigas
Macrocentrus gigas är en stekelart som beskrevs av Watanabe 1937. Macrocentrus gigas ingår i släktet Macrocentrus och familjen bracksteklar. Inga underarter finns listade i Catalogue of Life.